# میکل اگو
میکل ان‌دوبوسی اگو (انگلیسی: Mikel Ndubusi Agu؛ زادهٔ ۲۷ مهٔ ۱۹۹۳) بازیکن فوتبال اهل نیجریه است.
از باشگاه‌هایی که در آن بازی کرده‌است می‌توان به پورتو، کلوب بروژ، ویتوریا ستوبال و بورسااسپور اشاره کرد.
وی همچنین در تیم ملی فوتبال نیجریه بازی کرده‌است.